# Among the Living (film)
Among the Living è un film del 1941 diretto da Stuart Heisler.
È un film noir thriller statunitense con Albert Dekker, Susan Hayward e Harry Carey.

## Produzione
Il film, diretto da Stuart Heisler su una sceneggiatura di Lester Cole e Garrett Fort e un soggetto di Brian Marlow e dello stesso Cole, fu prodotto da Sol C. Siegel per la Paramount Pictures e girato nei Paramount Studios a Hollywood, Los Angeles, California, dal 21 aprile all'inizio di giugno 1941.

## Distribuzione
Il film fu distribuito negli Stati Uniti dal 19 dicembre 1941 (première a New York il 12 dicembre) al cinema dalla Paramount Pictures.
Altre distribuzioni:
- in Canada nel 1941
- in Portogallo il 4 gennaio 1943 (Ódio que Vive)
- in Brasile (A Herança do Ódio)
- in Brasile (Herança de Ódio)
- in Jugoslavia (Medju zivima)
- in Germania (Zum Leben verdammt)

## Critica
Secondo Leonard Maltin il film è un "intrigante B movie" che può vantare "alcuni momenti notevoli" ma che risulta alla fine troppo sbrigativo. Maltin segnala inoltre La doppia interpretazione di Dekker (che interpreta due fratelli gemelli).

## Promozione
La tagline è: What horrible fascination did this monster have for women?.